# Sud Oest d'Europa
Sud Oest d'Europa és un espai que recorre entre en sud de França i la península Ibèrica. Inclou, Espanya, Portugal i Gibraltar. Constitueix un corredor natural a l'extrem occidental d'Europa i és un espai de cooperació econòmica i territorial que inclou 30 NUTS o àrees geogràfiques europees.

## Processos de cooperació
Al 26 de setembre 2007, la Comissió Europea va aprovar un programa de cooperació territorial entre els estats Espanyol, França, Portugal, i el Regne Unit per període 2007-2013.

## Elements de cooperació
- Similituds d'espais naturals i necessitats de protecció ambiental
- Necessitats de cooperació tecnològica
- Agricultura i alimentació
- Cultura i varietat regional